# 229255 Andrewelliott
229255 Andrewelliott este un asteroid din centura principală de asteroizi.

## Descriere
229255 Andrewelliott este un asteroid din centura principală de asteroizi. A fost descoperit pe 4 ianuarie 2005 la Great Shefford de P. Birtwhistle. Asteroidul prezintă o orbită caracterizată de o semiaxă mare de 2,83 ua, o excentricitate de 0,05 și o înclinație de 3,5° în raport cu ecliptica.